# Walker (seriál)
Walker je americký dramatický televizní seriál, jehož autorkou je Anna Fricke. Vysílán je na stanici The CW od 21. ledna 2021. Jedná se o reboot seriálu Walker, Texas Ranger z let 1993–2001.

## Příběh
Texaský ranger Cordell Walker strávil necelý rok v utajení, do něhož se přihlásil dobrovolně, protože se nedokázal vyrovnat s vraždou své manželky. Po ukončení akce se vrací domů ke své dceři Stelle a nové parťačce Micki Ramirez.

## Obsazení
- Jared Padalecki jako Cordell Walker, příslušník Texas Rangers
- Lindsey Morgan jako Micki Ramirez, příslušnice Texas Rangers
- Molly Hagan jako Abeline Walker
- Keegan Allen jako Liam Walker
- Violet Brinson jako Stella Walker
- Kale Culley jako August Walker
- Coby Bell jako kapitán Larry James
- Jeff Pierre jako Trey Barnett
- Mitch Pileggi jako Bonham Walker

## Produkce
Příprava rebootu seriálu Walker, Texas Ranger s Jaredem Padaleckim v hlavní roli byla ohlášena v září 2019. O měsíc později si chystaný projekt vzala pod svá křídla televizní stanice The CW. Ta v lednu 2021 přeskočila pilotovou fázi a pro sezónu 2020/2021 seriál s názvem Walker přímo objednala. Autorkou seriálu je Anna Fricke, která se také stala výkonnou producentkou.

## Vysílání
| Řada | Díly          | Premiéra v USA | Premiéra v USA  |
| Řada | Díly          | První díl      | Poslední díl    |
| ---- | ------------- | -------------- | --------------- |
| 1    | 18            | 21. ledna 2021 | 12. srpna 2021  |
| 2    | bude oznámeno | 28. října 2021 | 23. června 2022 |
| 3    | bude oznámeno | bude oznámeno  | bude oznámeno   |

První díl seriálu Walker se na obrazovkách televize The CW objevil 21. ledna 2021. S 2,44 miliony diváků (rating 0,4 ve věkové skupině 18–49 let) se jednalo o nejsledovanější pořad této stanice od ledna 2018 a nejsledovanější úvodní epizodu řady seriálu The CW od října 2017. V únoru 2021 získala první řada Walkera pět dílů navíc (celkově má tedy 18), a zároveň televize The CW oznámila objednávku druhé řady seriálu. Její první epizoda měla premiéru v říjnu 2021. Třetí řada byla potvrzena v březnu 2022.